# Magix Video deluxe
MAGIX Video deluxe ist eine kostenpflichtige, für Heimanwender konzipierte Videoschnittsoftware des Unternehmens Magix. Das Programm wurde im Jahr 2001 erst veröffentlicht und gilt als europaweit meistgekaufte Videosoftware. Die aktuelle Version heißt Magix Video deluxe 2026, wobei die Jahreszahl nicht mehr offizieller Teil des Programmnamens ist. Video deluxe gibt es in mehr als 10 Sprachen, u. a. Deutsch, Englisch, Französisch, Spanisch, Italienisch, Niederländisch, Polnisch, Türkisch, Finnisch, Schwedisch, Japanisch, Russisch, Griechisch und Portugiesisch, in einigen dieser Sprachen liegt jedoch nicht die aktuelle Version vor.
Es wird in drei Versionsvarianten mit unterschiedlichem Funktionsumfang angeboten: Video deluxe, Video deluxe Plus und Video deluxe Premium. Für professionelle Anforderungen gibt es zudem die auf der gleichen Plattform basierende Software Video Pro X.
Die 2010 veröffentlichte Version 17 des Programms (in den Varianten Plus und Premium) gilt als weltweit erstes Videoschnittprogramm für Konsumenten, das 3D-Aufnahmen verarbeiten kann.
Mit der Version Magix Video deluxe 2015 lassen sich außerdem 4K-Videos und 3D-Videos (Plus- und Premium-Versionen) schneiden. Ab der Version 2016 kann man auch 360° Videos bearbeiten.
Im englischen Sprachraum trägt die Software den Namen Magix Movie Studio.

## Funktionsumfang
- 32 Spuren bzw. 200 Spuren in der Plus- und Premium-Version mit flexibler Auswahl der Spurenanzahl
- Offene Timeline für den direkten Schnitt verschiedener Videoformate
- flexible Benutzeroberfläche mit Übersichts-, Storyboard- und Timeline-Modus,
- Split Screen
- Chroma-Keying (Bluescreen-Technik)
- Nachbearbeitung der Videoaufnahmen (Helligkeit, Kontrast, Farbton, Weißabgleich, Sättigung etc.)
- Professioneller Bildstabilisator bei Videos
- Keyframe-Bearbeitung zur Effektsteuerung
- Audionachbearbeitung (Entfernen von Störgeräuschen, Normalisieren, Equalizer, Hall)
- Mischpult mit zwei AUX-Wegen und regelbarem Panorama
- Zeitlupe und Zeitraffer
- HDR-Effekte (nur Plus- und Premiumversion)
- 3D-Blenden
- Automatische Film- und Musikerstellung
- Upload zu YouTube und Vimeo (auch in HD-Qualität)
- Menü-Editor für DVD und Blu-ray mit Vorlagen
- MultiCam-Editing (nur Plus- und Premiumversion)
- Sekundäre Farbkorrektur (nur Plus- und Premiumversion)
- Unterstützung für 3D-Aufnahmen (nur Plus- und Premiumversion)
- Unterstützung für 4K (Ultra High Definition Television)
- Unterstützung für 360°-Videos
- Bildschirmaufnahme (nur Plus- und Premiumversion)
- zahlreiche Vorlagen (Intros / Outros, Blenden, Titel- und Schnittvorlagen etc.)

Programmfremde Audio-Plug-ins lassen sich einbinden (VST). Bei ausreichend schneller Hardware kann man in Echtzeit vor hören. Außerdem verfügt Video Deluxe Plus über einen Dolby Digital 5.1 Creator, mit dem sich der Ton beliebig im dreidimensionalen Raum (Surround-Sound) positionieren lässt. Dieser Vorgang lässt sich auch dynamisch über die Zeit und auch in Echtzeit steuern und abspeichern.
Video deluxe benutzt bis zur Version 2006 den Ligos-Encoder (MPEG-Encoder). Der Encoder wurde verschiedentlich in Fachzeitschriften (u. a. c’t) getestet und hat befriedigende bis gute Noten erhalten. Zwischen Version 2006/2007 und 2014 fand der Encoder der Firma „MainConcept“ Verwendung. Ab Version 2015 stammt der Standard-Codec in Video deluxe von Intel.
HDV-Material kann ab Version 2006/2007 direkt von HDV-Kameras aufgenommen und verarbeitet werden.
Das fertige Video kann exportiert oder mit einem interaktiven Menu auf DVD oder Blu-ray Disc gebrannt werden. Surround-Sound im Format 5.1 kann dabei mit einem Dolby Digital Encoder integriert werden, mehrere Tonspuren mit Auswahlmenü sind möglich.

## Versionen
- 2006: Video deluxe 2007, Video deluxe 2007 Plus, Video deluxe 2007 Premium (Version 13)
- 2007: Video deluxe 2008, Video deluxe 2008 Plus, Video deluxe 2008 Premium (Version 14)
- 2008: Video deluxe 15 Silver, Video deluxe 15, Video deluxe 15 Plus, Video deluxe 15 Premium
- 2009: Video deluxe 16, Video deluxe 16 Plus, Video deluxe 16 Premium
- 2010: Video deluxe 17, Video deluxe 17 Plus, Video deluxe 17 Premium
- 2011: Video deluxe MX, Video deluxe MX Plus, Video deluxe MX Premium (Version 18)
- 2012: Video deluxe 2013, Video deluxe 2013 Plus, Video deluxe 2013 Premium (Version 19)
- 2013: Video deluxe 2014, Video deluxe 2014 Plus, Video deluxe 2014 Premium (Version 20)
- 2014: Video deluxe 2015, Video deluxe 2015 Plus, Video deluxe 2015 Premium (Version 21)
- 2015: Video deluxe 2016, Video deluxe 2016 Plus, Video deluxe 2016 Premium (Version 22)
- 2016: Video deluxe 2017, Video deluxe 2017 Plus, Video deluxe 2017 Premium (Version 23, offiziell ohne Jahreszahl)
- 2017: Video deluxe 2018, Video deluxe 2018 Plus, Video deluxe 2018 Premium (Version 24, offiziell ohne Jahreszahl)
- 2018: Video deluxe 2019, Video deluxe 2019 Plus, Video deluxe 2019 Premium (Version 25, offiziell ohne Jahreszahl)
- 2019: Video deluxe 2020, Video deluxe 2020 Plus, Video deluxe 2020 Premium (Version 26, offiziell ohne Jahreszahl)
- 2020: Video deluxe 2021, Video deluxe 2021 Plus, Video deluxe 2021 Premium (Version 27, offiziell ohne Jahreszahl)
- 2021: Video deluxe 2022, Video deluxe 2022 Plus, Video deluxe 2022 Premium (Version 28, offiziell ohne Jahreszahl)
- 2022: Video deluxe 2023, Video deluxe 2023 Plus, Video deluxe 2023 Premium (Version 29, offiziell ohne Jahreszahl)
- 2023: Video deluxe 2024, Video deluxe 2024 Plus, Video deluxe 2024 Premium, Video deluxe 2024 Ultimate (Version 30, offiziell ohne Jahreszahl)

## Unterstützte Formate
| Kategorie | Format                  | Import | Export                       |
| --------- | ----------------------- | ------ | ---------------------------- |
| Video     | (DV-)AVI                | Ja     | Ja                           |
| Video     | HEVC/H.265 (kostenpfl.) | Ja     | Ja                           |
| Video     | MJPEG                   | Ja     | Ja                           |
| Video     | MKV                     | Ja     | Nein                         |
| Video     | MOV                     | Ja     | Ja                           |
| Video     | MPEG-1/2/4              | Ja     | Ja                           |
| Video     | M(2)TS                  | Ja     | Ja                           |
| Video     | MXV                     | Ja     | Ja                           |
| Video     | VOB                     | Ja     | Ja                           |
| Video     | WMV(HD)                 | Ja     | Ja                           |
| Audio     | MP3                     | Ja     | Ja                           |
| Audio     | MIDI                    | Ja     | Nein                         |
| Audio     | OGG                     | Ja     | Nein                         |
| Audio     | Surround-Sound 5.1      | Ja     | nur in Plus-/Premium-Version |
| Audio     | WAV                     | Ja     | Ja                           |
| Audio     | WMA                     | Ja     | Nein                         |
| Bild      | BMP                     | Ja     | Ja                           |
| Bild      | GIF                     | Ja     | Nein                         |
| Bild      | HEIF                    | Ja     | Nein                         |
| Bild      | JPG                     | Ja     | Ja                           |
| Bild      | PNG                     | Ja     | Nein                         |
| Bild      | TGA                     | Ja     | Nein                         |
| Bild      | TIF                     | Ja     | Nein                         |

Stand: Version 2020
MPEG-2 und Dolby Digital werden erst nach einer kostenfreien Online-Registrierung freigeschaltet, MPEG-4 ist kostenpflichtig als Plug-in erhältlich. MP3-Export ist nur möglich, wenn Windows Media Player (ab Version 10) installiert ist.